# 炭竃智弘
炭竃 智弘（すみかま ともひろ、1980年7月4日 - ）は、日本の編曲家、作曲家、キーボーディスト。dAP production所属。

## 経歴
1980年、愛知県に生まれる。幼少期から美術に興味を持ち、大学も美術大学に進むも、20歳の時に音楽業界に転身する。
2008年、活動拠点を関東に移して、音楽制作会社に就職。
2013年、制作会社から独立し、神奈川県横浜市にdAP productionを設立。以降、作家活動を開始する。
2019年、自身初となるソロアルバム『Melody』をリリース。

## 作品
- ジャニーズ事務所
  - KinKi Kids
    - シングル『The Story of Us』（2023年1月18日発売）
      - 「妙なMotion」（作詞・作曲・編曲）

    - アルバム『P album』
      - 「X-Day」（（堂島孝平と共編曲））

  - A.B.C-Z
    - EP『5 STARS』（2023年11月29日発売）
      - 「OVERHEAT」（堂島孝平と共編曲）
- ハロー!プロジェクト
  - アンジュルム
    - 『S/mileage / ANGERME SELECTION ALBUM「大器晩成」』（2015年11月25日発売）
      - 「汗かいてカルナバル」（作曲）

    - シングル『上手く言えない/愛のため今日まで進化してきた人間 愛のためすべて退化してきた人間/忘れてあげる』（2016年10月19日発売）
      - 「愛のため今日まで進化してきた人間 愛のためすべて退化してきた人間」（作曲・編曲）

    - シングル『愛さえあればなんにもいらない/ナミダイロノケツイ/魔女っ子メグちゃん』（2017年6月21日発売）
      - 「愛さえあればなんにもいらない」（編曲）

    - 映像作品『マナーモード/キソクタダシクウツクシク/君だけじゃないさ…friends』（2017年12月13日発売）
      - 「マナーモード」（作曲・編曲）

    - シングル『恋はアッチャアッチャ/夢見た 15年』（2019年4月10日発売）
      - 「夢見た 15年」（作曲・編曲）

    - アルバム『BIG LOVE』（2023年3月22日発売）
      - 「Survive ～生きてく為に夢を見んだ」（編曲）
      - 「Forever Friend」（作曲・イイジマケンと共編曲）

    - シングル『アイノケダモノ/同窓生』（2023年6月14日発売）
      - 「行かなくちゃ」（編曲）

    - シングル『RED LINE/ライフ イズ ビューティフル!』（2023年12月13日発売）
      - 「ライフ イズ ビューティフル!」（作曲・編曲）

    - シングル『初恋、花冷え/悠々閑々 gonna be alright!!』（2024年11月13日発売予定）
      - 「悠々閑々 gonna be alright!!」（作曲・編曲）

  - Juice=Juice
    - シングル『Wonderful World/Ça va ? Ça va ?』（2015年4月8日発売）
      - 「Wonderful World」（gaokalab名義でイイジマケンと共編曲）

    - シングル『微炭酸/ポツリと/Good bye & Good luck!』（2019年2月13日発売）
      - 「Good bye & Good luck!」（編曲）

    - シングル『ポップミュージック/好きって言ってよ』（2020年4月1日発売）
      - 「ポップミュージック」（編曲）

    - アルバム『terzo』（2022年4月20日発売）
      - 「プラトニック・プラネット(Ultimate Juice Ver.)」（作曲・編曲）

    - アルバム『Juicetory』（2023年10月11日発売）
      - 「Wonderful World (2023 10th Juice Ver.)」（編曲）

    - シングル『四の五の言わず颯(さっ)と別れてあげた/盛れ!ミ・アモーレ』（2025年10月8日発売）
      - 「盛れ!ミ・アモーレ」（編曲）

  - こぶしファクトリー
    - シングル『サンバ!こぶしジャネイロ/バッチ来い青春!/オラはにんきもの』（2016年7月27日発売）
      - 「バッチ来い青春!」（イイジマケンと共作曲）

    - アルバム『辛夷其ノ壱』（2016年11月30日発売）
      - 「急がば回れ」（イイジマケンと共作曲）

    - シングル『これからだ!/明日テンキになあれ』（2018年3月28日発売）
      - 「明日テンキになあれ」（イイジマケンと共編曲）

  - つばきファクトリー
    - シングル『デートの日は二度くらいシャワーして出かけたい/純情cm/今夜だけ浮かれたかった』（2018年7月18日発売）
      - 「今夜だけ浮かれたかった」（編曲）

    - シングル『三回目のデート神話/ふわり、恋時計』（2019年2月27日発売）
      - 「三回目のデート神話」（編曲）

    - アルバム『2nd STEP』（2021年5月26日発売）
      - 「マサユメ」（編曲）

    - シングル『涙のヒロイン降板劇/ガラクタDIAMOND/約束・連絡・記念日』（2021年11月17日発売）
      - 「ガラクタDIAMOND」（編曲）

    - シングル『アドレナリン・ダメ/弱さじゃないよ、恋は/アイドル天職音頭』（2022年6月29日発売）
      - 「アドレナリン・ダメ」（編曲）

    - アルバム『3rd -Moment-』（2024年2月21日発売）
      - 「Stay free & Stay tuned」（編曲）

    - シングル『My Days for You/悲しみがとまらない』（2025年6月4日発売）
      - 「悲しみがとまらない」（編曲）
      - 「大好きなのに、大好きだから」（編曲）

  - OCHA NORMA
    - シングル『恋のクラウチングスタート/お祭りデビューだぜ!』（2022年7月13日発売）
      - 「お祭りデビューだぜ!」（星部ショウと共編曲）

    - シングル『ちょっと情緒不安定?…夏/オチャノマ マホロバ イコイノバ〜昭和も令和もワッチャワチャ〜/シェケナーレ/ヨリドリ ME DREAM』（2023年7月26日発売）
      - 「ちょっと情緒不安定?…夏」（編曲）

    - シングル『ちはやぶる/友達天体図』（2024年9月11日発売）
      - 「友達天体図」（編曲）

    - シングル『女の愛想は武器じゃない/学校では教えてくれないこと』（2025年8月27日発売）
      - 「わかってるっつーの!」（編曲）

  - ハロプロ研修生
    - アルバム『3-STARS』（2021年9月29日発売）
      - 「きみの登場」（編曲）
      - 「ミステイク」（編曲）

  - BEYOOOOONDS
    - シングル『灰toダイヤモンド/Go City Go/フックの法則』（2024年5月29日発売）
      - 「Go City Go」（編曲）

    - シングル『Do-Did-Done/あゝ君に転生』（2025年1月29日発売）
      - 「Do-Did-Done」（編曲）

  - 上記の他にもコンサート等の登場曲の作編曲を担当[3][4][5]
  - GOODM!X PREMIUM
    - デジタルシングル『ワタシ・プレミアム』（2025年2月14日発売）
      - 「ワタシ・プレミアム」（YZKG・柴山慧と共編曲）

- Bitter & Sweet
  - ミニアルバム『＃ビタスイ』（2015年12月23日発売）[6]
    - 「バイバイメトロ」（作曲・編曲）

- SUPER☆GiRLS
  - 「いそいでアダム」（イイジマケンと共作曲）

- AIS（アイス）-All Idol Songs-
  - シングル『ドキッ!こういうのが恋なの?』（2016年8月7日発売）[7]
    - 「ドキッ!こういうのが恋なの?」（編曲）
    - 「キャプテンは君だ!」（編曲）

- ぷちます! -PETIT IDOLM@STER-
  - アニメ第2期「ぷちます!! -プチプチ・アイドルマスター-」EDテーマソングCD（2014年5月28日発売）[8]
    - 「オハヨ○サンシャイン」（編曲）
    - 「ハロー＊ランチタイム」（編曲）
    - 「グッナイ☆スターズ」（編曲）

- THE IDOLM@STER
  - THE IDOLM@STER LIVE THE@TER PERFORMANCE 08（2013年11月27日発売）[9]
    - 「ホップ♪ステップ♪レインボウ♪」（編曲）
- THE IDOLM@STER MILLION LIVE! M@STER SPARKLE2
  - THE IDOLM@STER MILLION LIVE! M@STER SPARKLE2 08
    - 「美!美!美!ビルドUP!!」（作曲・編曲）

- 未確認で進行形
  - ベスト・アルバム「未確認で歌唱形」（2015年3月18日発売）
    - 「めっせーじ!」（編曲）[10]

- SECRET GUYZ
  - シングル「HUG×HUG」（編曲）（2013年7月10日発売）[11]

- ニフティ
  - 心をつなぐネット・コミュニケーション講座 ～上手なメールの使い方～ （音楽・効果音）[12]

- 木村良平（Trignal）
  - 「ROOT∞REXX」ミニアルバム（2015年2月4日発売）[13]
    - 「Everlasting Love」（作曲・編曲）

- CROWN POP
  - シングル「サマータイムルール」（2019年7月9日発売）
    - 「告白とスニーカー」（作曲・編曲）

  - シングル「真っ白片思い」（2020年1月21日発売）
    - 「スケジュール帳やめたの」（作曲・編曲）

- 小片リサ
  - bon voyage!〜 risa covers 〜（2021年12月15日発売）[14]
    - 愛が止まらない 〜Turn it into love〜（編曲）

- wyse
  - アルバム「Breathe」特典CD「月森 with. Piano Ver. 」（2017年8月23日）(編曲・ピアノ)
  - アルバム「TREE -Wish-」（キーボード・編曲）（2018年5月16日）
  - wyse 20th＋OSAMU TEZUKA90th＝110万馬力！ COLLABORATION Single「ヒカリ」（2018年9月26日）
    - 鉄腕アトム Disc「ヒカリ / 僕のヒーロー」（キーボード・編曲）
    - ジャングル大帝 Disc「ヒカリ / Link」（キーボード・編曲）
    - リボンの騎士 Disc「ヒカリ / Blue Moon」（キーボード・編曲）

  - アビスパ福岡オフィシャルテーマソング「紺色の森」（キーボード・編曲）（2018年10月24日）
  - 20th Anniversary Special Live「Period」配布CD（2019年2月17日）
    - 「Colors」(キーボード・編曲)
    - 「Flowers」(キーボード・編曲)

  - シングル「蘇生」（2019年5月7日）
    - 「蘇生」（キーボード・編曲）
    - 「Calling…」（キーボード・編曲）

  - シングル「RAYS」（キーボード・編曲）（2019年12月25日）
  - アルバム「Thousands of RAYS」（キーボード・編曲）（2020年5月20日）
  - シングル「Brand New World」（2020年11月11日）
    - 「Brand New World」（キーボード・編曲）
    - 「b`coz I love you」（キーボード・編曲）

  - リテイクミニアルバム「Style」（キーボード・編曲）（2021年9月25日）
  - シングル「Adapt」（キーボード・編曲）（2022年5月11日）
  - シングル「if」（キーボード・編曲）（2022年5月18日）
  - シングル「月を想うトキ」(キーボード・編曲)（2022年12月21日）
  - Live Tour 2023「Ⅳ」大手町三井ホール公演　配布CD
    - 「Down」（キーボード・編曲）（2023年12月9日）
    - 「Beautiful Life」（キーボード・編曲）（2023年12月10日）

  - 手塚プロダクションコラボレーションシングル
    - 「Voice」（キーボード・編曲）（2024年5月22日）
    - 「Drawing」（キーボード・編曲）（2024年5月22日）
- 田澤孝介　3か月連続リリース配信シングル
  - 「夢の居場所 ‐Rearrange Ver.‐」(編曲) (2024年1月24日)
  - 「新月の心 ‐Rearrange Ver.‐」(編曲) (2024年1月24日)
  - 「赤い大きな月の夜 ‐Rearrange Ver.‐」(編曲) (2024年2月24日)
  - 「恋の彼方に ‐Rearrange Ver.‐」(編曲) (2024年2月24日)
  - 「Mechanism stupid ‐Rearrange Ver.‐」(編曲) (2024年3月24日)
  - 「夜に願えば ‐Rearrange Ver.‐」(編曲) (2024年3月24日)

他、CM音楽やゲーム音楽含め、多数の楽曲を手掛けている